# Russel-Tiglia

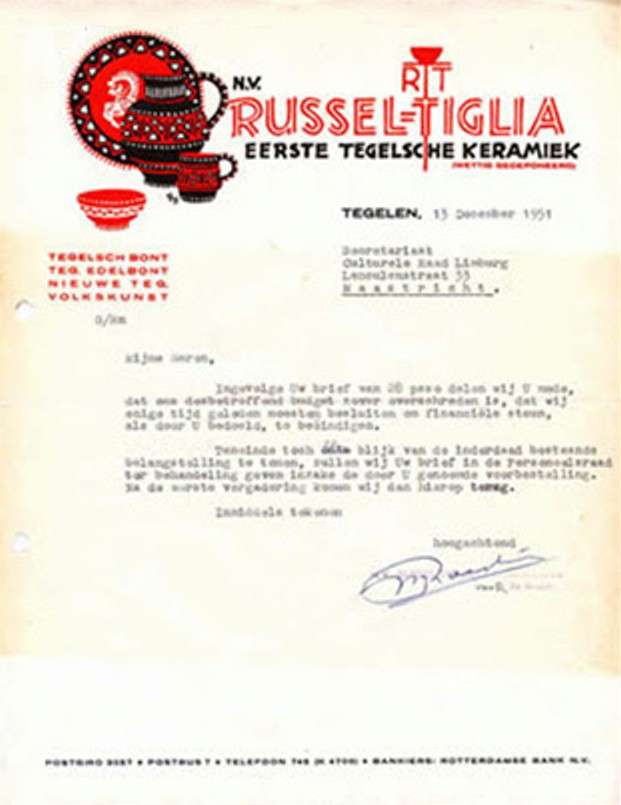
Briefhoofd van Russel-Tiglia (1951)

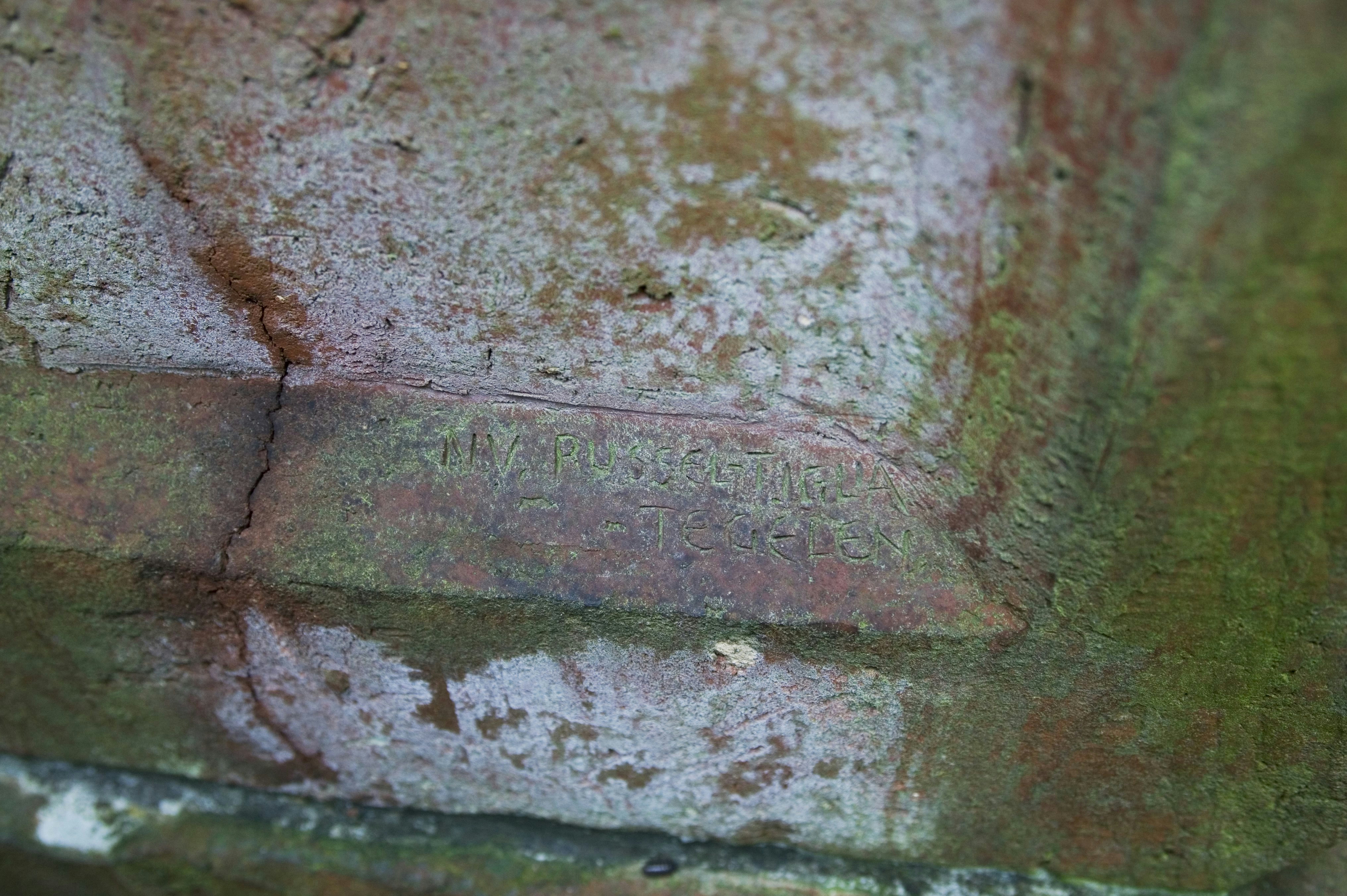
Detail van een keramisch grafmonument met signering Russel-Tiglia

De firma N.V. Russel-Tiglia was een keramiekbedrijf, actief van 1936 tot 1966 in Tegelen. Het is vooral bekend geworden door de toonaangevende productie van sieraardewerk naast de productie van grofkeramiek (keramische bouwproducten zoals stenen en dakpannen).

## Ontstaan
De N.V. Russel-Tiglia is in 1936 ontstaan uit een fusie van N.V. Kleiwarenfabriek Alfred Russel met N.V. Tiglia Kleiwarenfabriek, beide te Tegelen. Persoonlijke banden lagen aan deze fusie ten grondslag. George Goossens, aanvankelijk directeur van Tiglia was gehuwd met een dochter van Alfred M. Russel, firmant van Kleiwarenfabriek Alfred Russel. Na de fusie werd George Goossens technisch directeur van Russel-Tiglia.

## Oprichting afdeling Sierkeramiek

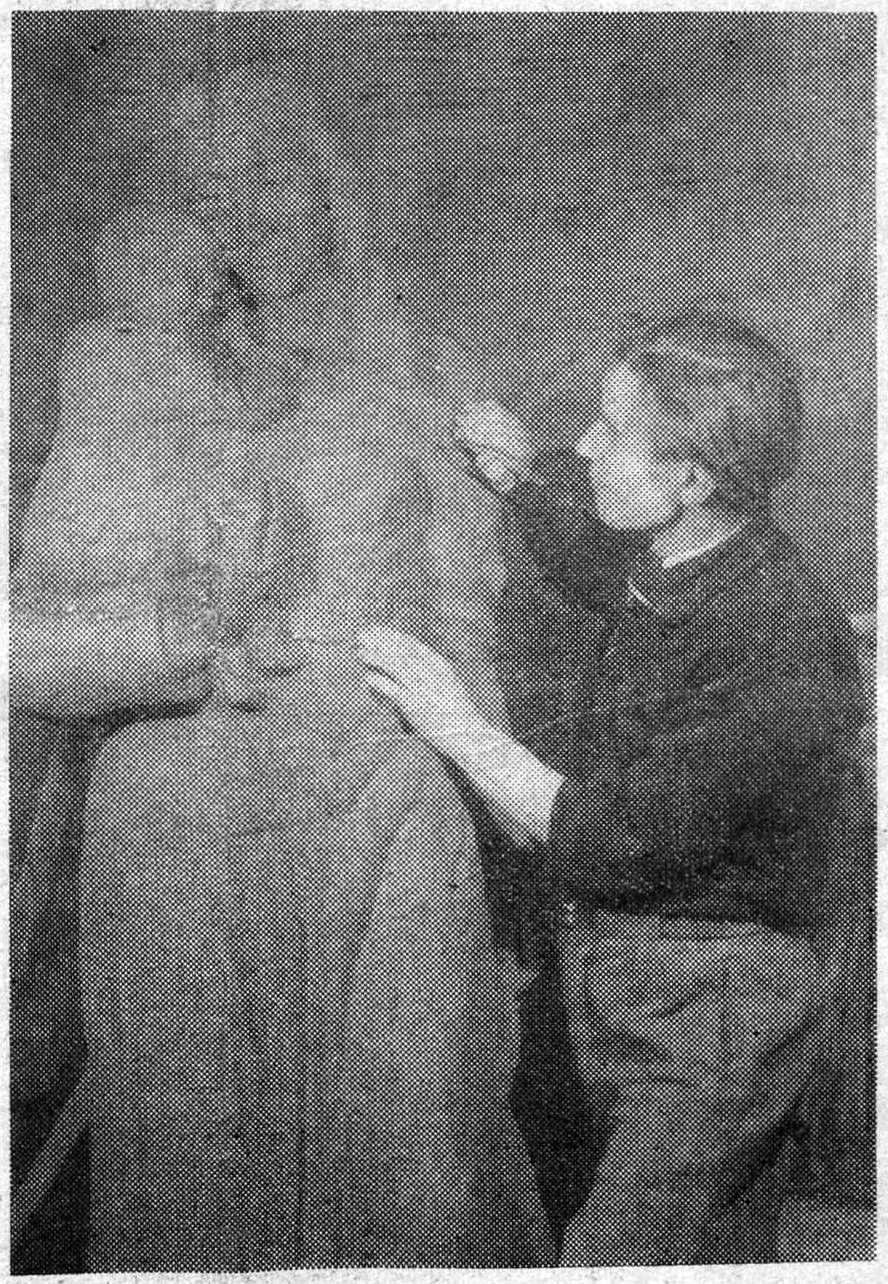
Tegelse kunstenaar Piet Peters aan het werk op het atelier van Russel-Tiglia in 1948

George Goossens was kunstzinnig aangelegd en had veel belangstelling voor de Tegelse ambachtelijke keramiektraditie uit de 18e en 19e eeuw. Deze tak van kunstambacht mocht zijn inziens niet verloren gaan. Hij nam daarom in 1936 initiatief tot de oprichting binnen Russel-Tiglia van een atelier voor kunstkeramiek. Op dat moment bestond in Tegelen een boetseerclub onder de naam Tegelse Keramiek en Volkskunst (Tekavok) van jonge lieden die onder leiding van de ervaren keramist Joep Felder het kleivak leerden. Deze boetseerclub werd geleidelijk in zijn geheel aangenomen door Russel-Tiglia voor de afdeling Sieraardewerk.

## Oorlogsperiode
In de periode van de Tweede Wereldoorlog maakte de afdeling Sieraardewerk een grote bloei door. De productie sloot goed aan op de smaak en behoefte van die periode. Dat maakte George Goossens mogelijk om werknemers uit de afdeling van de grofkeramiek, waarvan de productie door de oorlogsomstandigheden stagneerde, over te plaatsen naar de afdeling sierkeramiek. Op deze manier kon hij ontslag en zo ook ‘Arbeitseinsatz’ in Duitsland voorkomen voor een groot aantal werknemers. Dat maakte de afdeling in die periode bedrijfseconomisch zeer belangrijk voor Russel-Tiglia. In 1942 waren van de 196 werknemers circa 120 actief bij de afdeling sieraardewerk.

## Stopzetting activiteiten
Door de opkomst van nieuwe materialen in de bouw (beton en pvc) neemt de vraag naar keramische dakpannen en gresbuizen in de jaren 60 af. De productie wordt gesaneerd. In 1966 fuseren NV Canoy-Herfkens Steenfabrieken en NV Russel-Tiglia Kleiwarenfabrieken in NV Tegula. Er is steeds minder plaats voor de afdeling sierkeramiek. Als in 1971 NV Tegula de afdeling fijnkeramiek wil sluiten, besluit Thei van Rens, op dat moment hoofd van de afdeling, om samen met Jan Aarts het atelier zelfstandig voort te zetten onder de naam Kunst Keramisch Centrum. In 1976 stopt Tegula de productie. De fabrieksgebouwen van zowel Russel, Tiglia als Canoy Herfkens zijn verdwenen. De schoorsteen van Canoy-Herfkens, de smalspoortunnel onder de spoorlijn Maastricht - Venlo, de smalspoorviaducten op de Heide en Russels directeurswoning Villa Maria bleven behouden en zijn allen rijksmonumenten.

## Producten
De afdeling Sieraardewerk werkte vanaf het begin verder in de Tegelse traditie van het slibgoed. Roodbakkende klei werd bedekt met een witte sliblaag waarop decoratie werd aangebracht. De decoratie werd vaak uitgevoerd in slib met de ringeloor of in sgraffito (in de witte sliblaag wordt een figuur uitgekrast; de kraslijnen maken de onderliggende rode klei weer zichtbaar). Eventueel werden met oxides kleurvlakken gezet, waarna het geheel werd afgewerkt met een transparante glanzende glazuur.
Op deze wijze werd een breed gamma aan sierkeramiek gemaakt: vazen, schalen, gedenkborden en siertegeltjes, alsook veel religieuze voorwerpen. Onder de religieuze voorwerpen zijn patronalen (afbeeldingen van heiligen, meestal in reliëf, als plaquette of wandtegel uitgevoerd), Mariabeelden en kruisbeelden het belangrijkst geweest. Veel van deze producten zijn bewaard gebleven in de collectie van het Keramiekcentrum Tiendschuur in Tegelen.